# Контакт (филм, 2005)
„Контакт“ (на македонска литературна норма: „Контакт“) е филм от Република Македония от 2005 година, на режисьора Сергей Станойковски по сценарий на самия Станойковски.
Главните роли се изпълняват от Лабина Митевска и Никола Койо.

## Сюжет
Действието се развива в Югославия и проследява живота на Жана и Янко, които са освожодени в един и същи ден – тя от психиатрията, а той от затвора. Филмът разказва за срещата им и как се влюбват, за да могат взаимно да се спасят.